# 山姆·華特斯頓
薩繆爾·阿特金森·沃特斯頓（英語：Samuel Atkinson Waterston；1940年11月15日—），美國演員、製作人和導演，跨足劇場、電視和大銀幕等領域，所出演的作品逾80部之多。沃特斯頓多次入圍及贏得重要獎項，包括艾美獎和金球獎等。評論人哈爾·埃里克森稱許沃特斯頓「有著安靜的魅力，以及始終如一的紮實表演。」
沃特斯頓曾就讀於巴黎大学，在紐約以舞台劇演員出道，詮釋莎士比亚劇角。1977年，他與梅麗·史翠普、約翰·卡佐爾共同演出《一報還一報》（Measure for Measure）。憑藉1984年的《殺戮戰場》獲第57屆奧斯卡金像獎最佳男主角獎提名。1993年的《林肯在伊利诺伊》則使他贏得一座托尼獎。
電視方面，沃特斯頓在NBC《法律與秩序》中出演傑克·麥考伊（Jack McCoy）一角，或許是他知名度最高的角色之一。此外與傑夫·丹尼爾共演的《新聞編輯室》也受好評。

## 外部連結
- 互聯網百老匯資料庫（IBDB）上山姆·華特斯頓的資料（英文）
- 山姆·華特斯頓在互联网电影资料库（IMDb）上的資料（英文）
- 互联网外百老汇数据库（IOBDB）上山姆·華特斯頓的資料（英文）
- C-SPAN內的頁面（英文）
- 山姆·華特斯頓在《紐約時報》上的節選新聞及評論